# Kafriya
Kafriya (tiếng Ả Rập: كفريا, cũng đánh vần là Kifarya hoặc Kefraya) là một ngôi làng ở miền bắc Syria, một phần hành chính của Tỉnh Idlib, nằm ở phía tây bắc của Idlib. Các địa phương gần đó bao gồm Maarrat Misrin ở phía bắc, Zardana ở phía đông bắc, Taftanaz ở phía đông và al-Fu'ah và Binnish ở phía nam. Theo Cục Thống kê Trung ương Syria, Kafriya có dân số 4.404 trong cuộc điều tra dân số năm 2004. Giống như al-Fu'ah gần đó, cư dân của Kafriya chủ yếu là người Hồi giáo Shia, trong khi các khu vực xung quanh chủ yếu là người Hồi giáo Sunni.

## Nội chiến Syria
Trong cuộc Nội chiến Syria, ngôi làng bị phiến quân bao vây vào ngày 11 tháng 1 năm 2016, Ủy ban Chữ thập đỏ và Chương trình lương thực thế giới đã tổ chức một đoàn xe viện trợ để cung cấp thực phẩm, thuốc men và các viện trợ khác cho làng và thị trấn lân cận Al-Fu'ah.
Vào ngày 19 tháng 7 năm 2018, cư dân của Kafriya và Fua và các máy bay chiến đấu của chính phủ đóng quân ở hai thị trấn bị bao vây đã được sơ tán bằng xe buýt đến Aleppo do chính phủ kiểm soát theo thỏa thuận giữa Iran, chính phủ Syria và Hayat Tahrir al-Sham, với Thổ Nhĩ Kỳ làm trung gian hòa giải. Sau khi sơ tán, các thị trấn trống rỗng đã được HTS tuyên bố là khu quân sự.